# Distanza angolare
La distanza angolare {\displaystyle \theta } (nota anche come separazione angolare o separazione apparente) è l'angolo tra le due linee di visuale o tra due oggetti puntiformi visti da un osservatore.
La distanza angolare compare in matematica (in particolare in trigonometria) e in tutte le scienze naturali, come astronomia e geofisica. Nella meccanica classica degli oggetti rotanti, compare accanto a velocità angolare, accelerazione angolare, momento angolare, momento di inerzia e momento meccanico.

## Uso
Il termine distanza angolare è usato per esprimere la distanza lineare tra gli oggetti, in campo astronomico ad esempio tra un paio di stelle osservate dalla Terra.

## Misura
Poiché la distanza angolare è concettualmente identica a un angolo, viene misurata nelle stesse unità, come gradi o radianti, utilizzando strumenti come goniometri o strumenti ottici appositamente progettati per puntare in direzioni ben definite e misurare i corrispondenti angoli (come i telescopi).

## Equazione
Per calcolare la separazione angolare {\displaystyle \theta } in secondi d'arco per sistemi stellari binari, pianeti extrasolari, oggetti del sistema solare e altri oggetti astronomici, viene utilizzata la distanza orbitale (semiasse maggiore) {\displaystyle a} in UA, diviso per la distanza stellare {\displaystyle D}, in parsec, e l'approssimazione di piccoli angoli per
{\displaystyle \tan({\frac {a}{D}})}:
{\displaystyle \theta \approx {\dfrac {a}{D}}}
Per calcolare la separazione angolare di due punti situati sulla superficie di una sfera vista dal suo centro, utilizziamo l'esempio di due oggetti astronomici definiti dalle loro coordinate celesti, vale a dire da ascensione retta (RA) {\displaystyle \alpha \in [0,2\pi ]} e declinazione (dec) {\displaystyle \delta \in [-\pi /2,\pi /2]}; la separazione angolare tra i due punti può essere calcolata come segue:
{\displaystyle \theta =\cos ^{-1}\left[\sin(\delta _{1})\sin(\delta _{2})+\cos(\delta _{1})\cos(\delta _{2})\cos(\alpha _{1}-\alpha _{2})\right]}

## Stima approssimativa

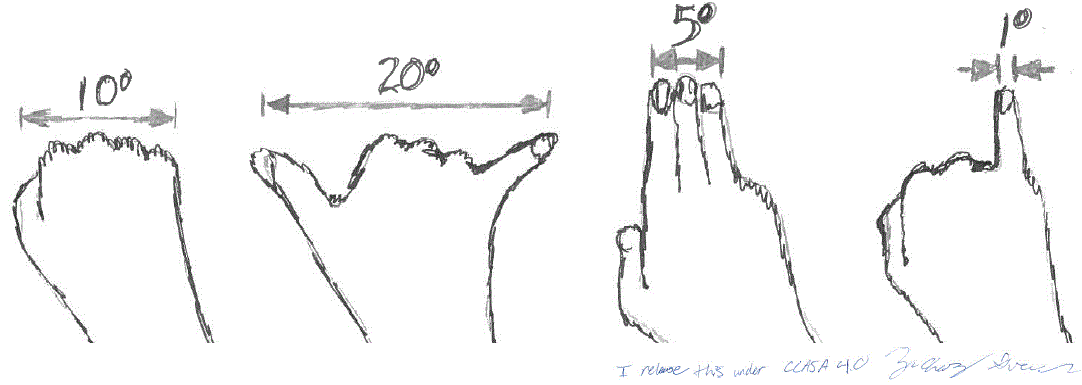
Stima del diametro angolare con la mano

Per calcolare grossolanamente la distanza angolare con approssimazioni dell'ordine di un grado d'arco è possibile usare la mano e le dita come strumento di misura durante l'osservazione visuale. Grosso modo a braccio disteso in direzione degli oggetti da osservare le distanze angolari risulteranno essere:
- L'estremità del mignolo copre circa 1°
- Il pollice copre circa 2°
- L'indice, il medio e l'anulare uniti, 5°
- Il pugno chiuso, 10°
- La mano con le dita aperte, da pollice a mignolo, circa 20°